# Nuncjatura Apostolska w Chile
Nuncjatura Apostolska w Chile – misja dyplomatyczna Stolicy Apostolskiej w Chile. Siedziba nuncjusza apostolskiego mieści się w Santiago. Nuncjusz apostolski pełni tradycyjnie godność dziekana korpusu dyplomatycznego akredytowanego w Chile od momentu przedstawienia listów uwierzytelniających.

## Historia
Delegatura Apostolska w Chile powstała w XIX wieku. Przedstawiciele papiescy rezydują w Chile od 1882. W 1908 papież Pius X podniósł ją do rangi internuncjatury apostolskiej, a w 1916 Benedykt XV podniósł ją do rangi nuncjatury apostolskiej.

## Szefowie misji dyplomatycznej Stolicy Apostolskiej w Chile

### Delegaci apostolscy
- 1823–1825 – abp Giovanni Alessandro Muzi Włoch
- abp Lorenzo Barili (1851–1856) Włoch; delegat apostolski w Kolumbii
- abp Vincenzo Massoni (1856–1857) Włoch; internuncjusz apostolski w Brazylii
- abp Marino Marini (1857–1865) Włoch; także delegat apostolski w Argentynie, Boliwii, Paragwaju i w Urugwaju
- abp Mario Mocenni (1877–1882) Włoch; także delegat apostolski w Ekwadorze, Boliwii i w Peru
- abp Celestino del Frate (1882–1883) Włoch
- abp Pietro Monti (1903–1907) Włoch

### Internuncjusz apostolski
- 1908–1914 – abp Enrico Sibilia Włoch

### Nuncjusze apostolscy
- 1916–1918 – abp Sebastiano Nicotra Włoch
- abp Benedetto Aloisi Masella (1919–1927) Włoch
- abp Ettore Felici (1927–1938) Włoch
- abp Aldo Laghi (1938–1942) Włoch
- abp Maurilio Silvani (1942–1946) Włoch
- abp Mario Zanin (1947–1953) Włoch
- abp Sebastiano Baggio (1953–1959) Włoch
- abp Opilio Rossi (1959–1961) Włoch
- abp Gaetano Alibrandi (1961–1963) Włoch
- abp Egano Righi-Lambertini (1963–1967) Włoch
- abp Carlo Martini (1967–1970) Włoch
- abp Sotero Sanz Villalba (1970–1977) Hiszpan
- abp Angelo Sodano (1978–1988) Włoch
- abp Giulio Einaudi (1988–1992) Włoch
- abp Piero Biggio (1992–1999) Włoch
- abp Luigi Ventura (1999–2001) Włoch
- abp Aldo Cavalli (2001–2007) Włoch
- abp Giuseppe Pinto (2007–2011) Włoch
- abp Ivo Scapolo (2011–2019) Włoch
- abp Alberto Ortega Martín (2019–2024) Hiszpan
- abp Kurian Vayalunkal (od 2025) Hindus